# Visual J Sharp
 (septembre 2020).
Si vous disposez d'ouvrages ou d'articles de référence ou si vous connaissez des sites web de qualité traitant du thème abordé ici, merci de compléter l'article en donnant les références utiles à sa vérifiabilité et en les liant à la section « Notes et références ».
Visual J# est l'environnement de développement de Microsoft dédié au langage de programmation J#.
Il permet aux développeurs, tout spécialement ceux qui connaissent la syntaxe du langage Java, de créer des applications et des services sur le framework .NET. Visual J# ne permet pas le développement d'applications qui s'exécutent sur une machine virtuelle Java ; les applications et les services créés avec Visual J# s'exécuteront uniquement sur le framework .NET.
En 2005, il est inclus dans la gamme de produit Visual Studio. À la suite de l'abandon de J#, l'éditeur est absent de Visual Studio à partir de la version 2008.